# پفی‌مرغ کلاه‌بلوطی
پفی‌مرغ کلاه‌بلوطی (نام علمی: Bucco macrodactylus)، گونه‌ای از پرندگان خانواده پفی‌مرغان (Bucconidae) (شامل پفی‌مرغ‌ها، راهبک‌ها و مرغ‌های راهبه) است و در بولیوی، برزیل، کلمبیا، اکوادور، پرو و ونزوئلا یافت می‌شود.